# Ноале
Ноале (італ. Noale, вен. Noałe) — муніципалітет в Італії, у регіоні Венето, метрополійне місто Венеція.
Ноале розташоване на відстані близько 410 км на північ від Рима, 25 км на північний захід від Венеції.
Населення — 15 965 осіб (2014).

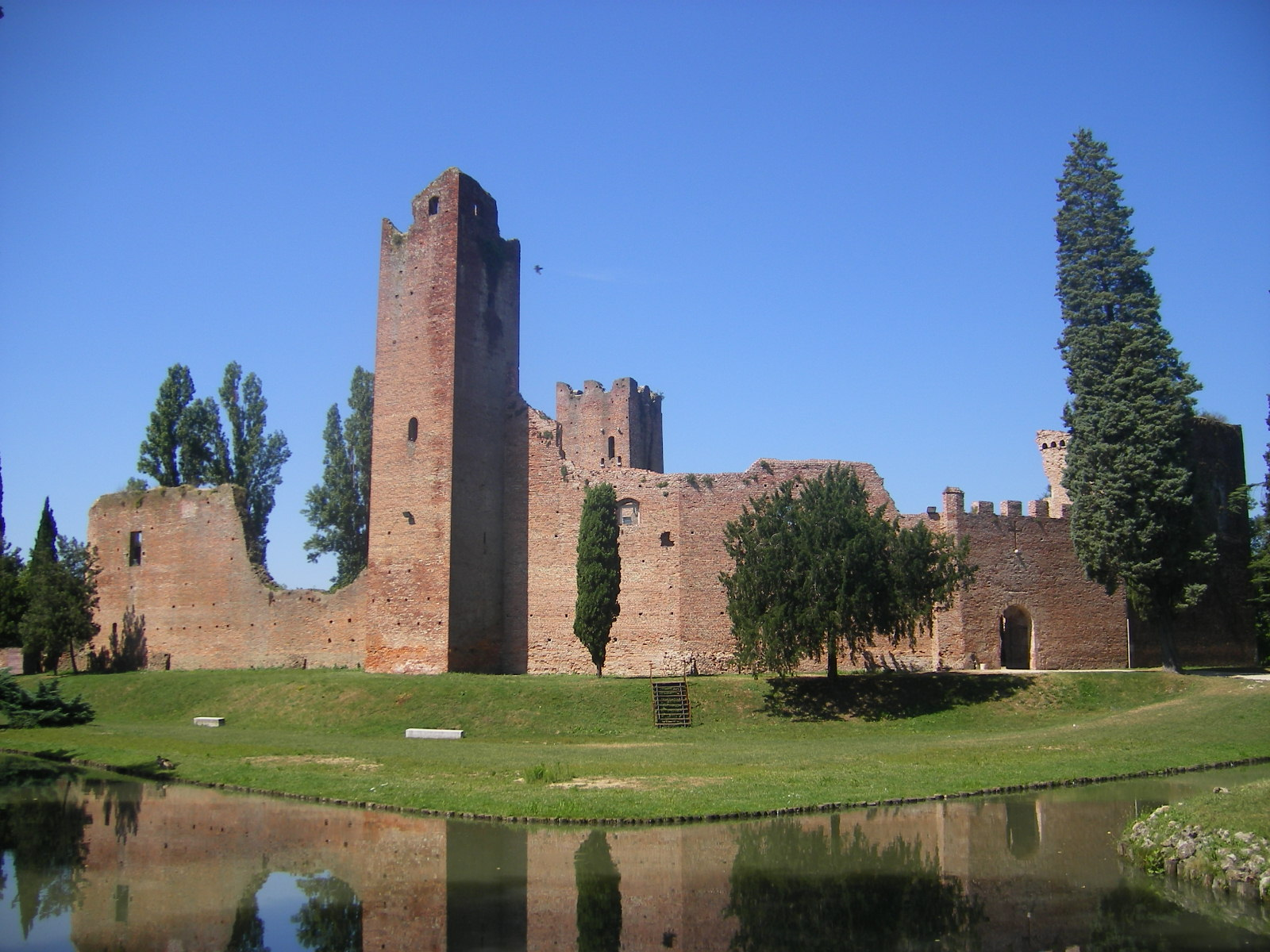

Щорічний фестиваль відбувається 7 жовтня. Покровитель — Madonna del Rosario.

## Демографія
Населення за роками:

Станом на 1 січня 2023 року в муніципалітеті офіційно проживало 1113 іноземців з 58 країн, серед них 421 громадянин країн Євросоюзу та 51 громадянин України.

## Сусідні муніципалітети
- Массанцаго
- Мірано
- Сальцано
- Санта-Марія-ді-Сала
- Скорце
- Требазелеге